# F.C. København Håndbold
F.C. København Håndbold (Football Club København Håndbold) (stiftet den 1. juli 2002) var en dansk håndboldklub som hørte under PARKEN Sport & Entertainment A/S sammen med bl.a. fodboldklubben F.C. København. 
Håndboldklubben spillede på licens fra moderklubben Frederiksberg IF. FCK Håndbold lukkede efter 2009/10-sæsonen, hvorefter FIF fik sin licens tilbage. 
Klubbens herrehold spillede til daglig i Jack & Jones ligaen, mens kvindeholdet spillede i GuldBager - ligaen.
Klubben havde hjemmebane i Frederiksberg Opvisningshal.
Den 7. januar 2009 blev det offentliggjort at FCK Håndbolds herrehold vil fusionere med AG Håndbold, og danne AG København.  
Fusionen skulle betyde at KasiGroup kom til at eje 56% af AG København, mens PARKEN Sport & Entertainment A/S kom til at eje 10%. De øvrige ejere var Albertslund IF Håndbold og Glostrup Håndbold. Ydermere skulle Flemming Østergaard indtræde i bestyrelsen.
Denne plan blev imidlertid aldrig gennemført.
Kvindeholdet blev nedlagt og alle spillere og trænere fritstilet.
Blandt de største profiler hos herrerene var der 4 der skrev kontrakt med AG København. Resten blev fritstillet lige som kvinderne.

## Herretruppen 2008-09
| 1  | Kasper Hvidt          | Danmark  | Målmand                |
| 12 | Steinar Ege           | Norge    | Målmand                |
| 16 | Valter Matošević      | Kroatien | Målmand                |
| 20 | Jens Nyhuus           | Danmark  | Målmand                |
| 3  | Pelle Linders         | Sverige  | Streg                  |
| 4  | Einar Sand Koren      | Norge    | Streg                  |
| 5  | Arnor Atlason         | Island   | Playmaker/venstre back |
| 6  | Simon Hammer          | Danmark  | Venstre fløj           |
| 7  | Rasmus Overby         | Danmark  | Playmaker              |
| 8  | Nikolaj Andersson     | Danmark  | Streg                  |
| 9  | Erlend Mamelund       | Norge    | Venstre back           |
| 10 | Anders Christensen    | Danmark  | Højre fløj             |
| 11 | Kasper Olsen          | Danmark  | Venstre back           |
| 14 | Jacob Bagersted       | Danmark  | Streg                  |
| 15 | Fredrik Lindahl       | Sverige  | Højre fløj             |
| 17 | Sebastian Koch-Hansen | Danmark  | Back                   |
| 19 | Martin Boquist        | Sverige  | Venstre back           |
| 22 | Tommy Atterhäll       | Sverige  | Venstre fløj           |
| 33 | Vukašin Rajković      | Serbien  | Højre back             |
|    | Klavs Bruun Jørgensen | Danmark  | Højre back             |